# Campeonato Nacional 1967 (Argentina)
El llamado Torneo Nacional 1967 fue el cuadragésimo campeonato de la era profesional de la Primera División de Argentina y el que cerró la temporada, y también el primero de estas características. Su concreción respondió a la reforma realizada por la AFA, que estableció la disputa de dos torneos anuales. Comenzó el 8 de septiembre y finalizó el 17 de diciembre.
Contó con la participación de doce equipos directamente afiliados, clasificados a través del Metropolitano 1967, y cuatro indirectamente afiliados, que clasificaron por medio del Torneo Regional 1967. 
El Club Atlético Independiente se coronó campeón por octava vez en su historia, bajo la conducción técnica de Oswaldo Brandão, al derrotar a Racing Club en la última fecha. Con ello clasificó a la Copa Libertadores 1968, junto con el subcampeón, el  Club Estudiantes de La Plata.
Se trató del primer torneo en que la Asociación del Fútbol Argentino permitió el ingreso de equipos del interior, indirectamente afiliados. A pesar del avance que esto significó, los equipos provincianos, integrados por muchos futbolistas semiamateurs y jugando en canchas incómodas y con escasa capacidad, no lograron un gran desempeño y sufrieron varias goleadas, ocupando los últimos puestos.
A pesar de ello, en la sexta fecha se registró el primer triunfo de un equipo de las ligas regionales en Buenos Aires: el Club Atlético Central Córdoba de Santiago del Estero derrotó por 2 a 1 al Club Atlético Boca Juniors, en la propia Bombonera.

## Equipos participantes

### Del torneo regular
Los 12 equipos clasificados a través del anterior Metropolitano.
| Equipo             | Ciudad       | Estadio                       |
| ------------------ | ------------ | ----------------------------- |
| Boca Juniors       | Buenos Aires | La Bombonera                  |
| Estudiantes        | La Plata     | Jorge Luis Hirschi            |
| Ferro Carril Oeste | Buenos Aires | Arquitecto Ricardo Etcheverri |
| Independiente      | Avellaneda   | La Doble Visera               |
| Lanús              | Lanús        | La Fortaleza                  |
| Quilmes            | Quilmes      | Quilmes                       |
| Platense           | Buenos Aires | Platense                      |
| Racing Club        | Avellaneda   | El Cilindro                   |
| River Plate        | Buenos Aires | Monumental                    |
| Rosario Central    | Rosario      | El Gigante de Arroyito        |
| San Lorenzo        | Buenos Aires | El Gasómetro                  |
| Vélez Sarsfield    | Buenos Aires | José Amalfitani               |

### Del Torneo Regional
Los 4 equipos clasificados al efecto.
| Equipo          | Ciudad              | Estadio                                        |
| --------------- | ------------------- | ---------------------------------------------- |
| Central Córdoba | Santiago del Estero | Alfredo Terrera                                |
| Chaco For Ever  | Resistencia         | Juan Alberto García                            |
| San Lorenzo     | Mar del Plata       | Gral. San Martín                               |
| San Martín      | San Martín          | Libertador Gral. San Martín Feliciano Gambarte |

## Sistema de disputa
Una sola rueda todos contra todos, por acumulación de puntos. 

## Tabla de posiciones final
| Pos. | Equipo                | Pts. | PJ | PG | PE | PP | GF | GC | Dif. |
| ---- | --------------------- | ---- | -- | -- | -- | -- | -- | -- | ---- |
| 1.º  | Independiente         | 26   | 15 | 12 | 2  | 1  | 43 | 14 | 29   |
| 2.º  | Estudiantes (LP)      | 24   | 15 | 9  | 6  | 0  | 19 | 8  | 11   |
| 3.º  | Vélez Sarsfield       | 20   | 15 | 8  | 4  | 3  | 28 | 14 | 14   |
| 4.º  | Rosario Central       | 20   | 15 | 8  | 4  | 3  | 26 | 13 | 13   |
| 5.º  | River Plate           | 19   | 15 | 9  | 1  | 5  | 33 | 15 | 18   |
| 6.º  | San Lorenzo           | 18   | 15 | 7  | 4  | 4  | 32 | 15 | 17   |
| 7.º  | Boca Juniors          | 16   | 15 | 6  | 4  | 5  | 21 | 20 | 1    |
| 8.º  | Lanús                 | 16   | 15 | 8  | 0  | 7  | 23 | 26 | −3   |
| 9.º  | Ferro Carril Oeste    | 15   | 15 | 5  | 5  | 5  | 21 | 22 | −1   |
| 10.º | Platense              | 15   | 15 | 5  | 5  | 5  | 19 | 20 | −1   |
| 11.º | Quilmes               | 13   | 15 | 5  | 3  | 7  | 16 | 19 | −3   |
| 12.º | Racing Club           | 10   | 15 | 2  | 6  | 7  | 11 | 23 | −12  |
| 13.º | San Martín (M)        | 10   | 15 | 3  | 4  | 8  | 17 | 31 | −14  |
| 14.º | Central Córdoba (SdE) | 9    | 15 | 2  | 5  | 8  | 11 | 25 | −14  |
| 15.º | San Lorenzo (MdP)     | 6    | 15 | 1  | 4  | 10 | 11 | 33 | −22  |
| 16.º | Chaco For Ever        | 3    | 15 | 1  | 1  | 13 | 11 | 44 | −33  |

|  | Campeón. Clasificado a la Copa Libertadores 1968    |
|  | Subcampeón. Clasificado a la Copa Libertadores 1968 |

### Evolución de las posiciones
| Equipo / Fecha        | 1    | 2    | 3    | 4    | 5    | 6    | 7    | 8    | 9    | 10   | 11   | 12   | 13   | 14   | 15   |
| --------------------- | ---- | ---- | ---- | ---- | ---- | ---- | ---- | ---- | ---- | ---- | ---- | ---- | ---- | ---- | ---- |
| Independiente         | 4.º  | 1.º  | 1.º  | 2.º  | 1.º  | 1.º  | 1.º  | 1.º  | 1.º  | 1.º  | 1.º  | 1.º  | 1.º  | 1.º  | 1.º  |
| Estudiantes (LP)      | 3.º  | 4.º  | 4.º  | 4.º  | 3.º  | 2.º  | 2.º  | 2.º  | 2.º  | 2.º  | 3.º  | 3.º  | 2.º  | 2.º  | 2.º  |
| Vélez Sarsfield       | 4.º  | 5.º  | 7.º  | 7.º  | 6.º  | 6.º  | 4.º  | 4.º  | 5.º  | 5.º  | 6.º  | 7.º  | 4.º  | 4.º  | 3.º  |
| Rosario Central       | 1.º  | 3.º  | 3.º  | 3.º  | 2.º  | 4.º  | 5.º  | 5.º  | 6.º  | 6.º  | 5.º  | 5.º  | 5.º  | 5.º  | 4.º  |
| River Plate           | 6.º  | 2.º  | 2.º  | 1.º  | 4.º  | 3.º  | 3.º  | 3.º  | 3.º  | 3.º  | 2.º  | 2.º  | 3.º  | 3.º  | 5.º  |
| San Lorenzo           | 9.º  | 7.º  | 5.º  | 5.º  | 5.º  | 5.º  | 6.º  | 6.º  | 4.º  | 4.º  | 4.º  | 4.º  | 6.º  | 6.º  | 6.º  |
| Boca Juniors          | 1.º  | 6.º  | 6.º  | 6.º  | 7.º  | 7.º  | 7.º  | 7.º  | 7.º  | 7.º  | 7.º  | 6.º  | 7.º  | 7.º  | 8.º  |
| Lanús                 | 11.º | 12.º | 14.º | 14.º | 12.º | 14.º | 10.º | 12.º | 12.º | 12.º | 11.º | 9.º  | 9.º  | 9.º  | 7.º  |
| Ferro Carril Oeste    | 14.º | 9.º  | 9.º  | 10.º | 9.º  | 9.º  | 11.º | 10.º | 10.º | 10.º | 12.º | 11.º | 11.º | 10.º | 9.º  |
| Platense              | 16.º | 15.º | 15.º | 11.º | 8.º  | 8.º  | 8.º  | 8.º  | 8.º  | 8.º  | 8.º  | 8.º  | 8.º  | 8.º  | 10.º |
| Quilmes               | 9.º  | 11.º | 11.º | 9.º  | 11.º | 12.º | 13.º | 9.º  | 9.º  | 9.º  | 9.º  | 10.º | 10.º | 11.º | 11.º |
| Racing Club           | 7.º  | 8.º  | 8.º  | 8.º  | 10.º | 11.º | 12.º | 13.º | 14.º | 15.º | 14.º | 13.º | 12.º | 12.º | 12.º |
| San Martín (M)        | 11.º | 12.º | 13.º | 15.º | 13.º | 10.º | 9.º  | 11.º | 11.º | 11.º | 10.º | 12.º | 13.º | 13.º | 13.º |
| Central Córdoba (SdE) | 13.º | 16.º | 12.º | 13.º | 14.º | 13.º | 14.º | 14.º | 13.º | 13.º | 13.º | 14.º | 14.º | 14.º | 14.º |
| San Lorenzo (MdP)     | 7.º  | 10.º | 10.º | 12.º | 15.º | 15.º | 15.º | 15.º | 15.º | 14.º | 15.º | 15.º | 15.º | 15.º | 15.º |
| Chaco For Ever        | 14.º | 14.º | 16.º | 15.º | 16.º | 16.º | 16.º | 16.º | 16.º | 16.º | 16.º | 16.º | 16.º | 16.º | 16.º |

1. 1 2  Tuvieron un partido pendiente entre la 9.ª y la 13.ª fecha.
2. 1 2  Tuvieron un partido pendiente entre la 6.ª y la 11.ª fecha.
3. 1 2  Tuvieron un partido pendiente entre la 7.ª y la 13.ª fecha.
4. 1 2  Tuvieron un partido pendiente entre la 8.ª y la 12.ª fecha.

## Goleadores
| Jugador              | Jugador           | Goles | Equipo           |
| -------------------- | ----------------- | ----- | ---------------- |
| Bandera de Argentina | Luis Artime       | 11    | Independiente    |
| Bandera de Argentina | Héctor Yazalde    | 10    | Independiente    |
| Bandera de Argentina | Oscar Más         | 9     | River Plate      |
| Bandera de Argentina | Héctor Veira      | 9     | San Lorenzo      |
| Bandera de Argentina | Norberto Madurga  | 8     | Boca Juniors     |
| Bandera de Argentina | Juan Ramón Verón  | 8     | Estudiantes (LP) |
| Bandera de Argentina | Daniel Willington | 8     | Vélez Sarsfield  |